# Església de Sant Agustí (Sabadell)
L'església de Sant Agustí és una església de Sabadell propietat dels Pares Escolapis. És una església de façanes modernistes formada per una nau central d'estructura gòtica de 12 metres d'ample i dues de laterals de 5,6 metres aproximadament.
Les obres de l'església van començar l'any 1924 i va solemnement beneïda l'any 1932, encara que no estava acabada completament, hi mancaven el campanar i la façana principal, que mai no es van acabar. L'abat de Montserrat, Aureli Maria Escarré consagrà l'altar major el 31 de novembre de 1941. L'església està annexada amb l'Escola Pia de Sabadell a través de la sagristia o d'un passatge a la planta baixa, el qual conté una timpà semirodó amb un relleu de Sant Josep de Calassanç. L'església de Sant Agustí és una notable obra modernista, segons els plànols de l'arquitecte Bernardí Martorell i Puig (1877-1937), tot i que no està acabada tal com es pot observar en comparació amb els plans originals. Continua en servei per misses catòliques.

## Història de l'església

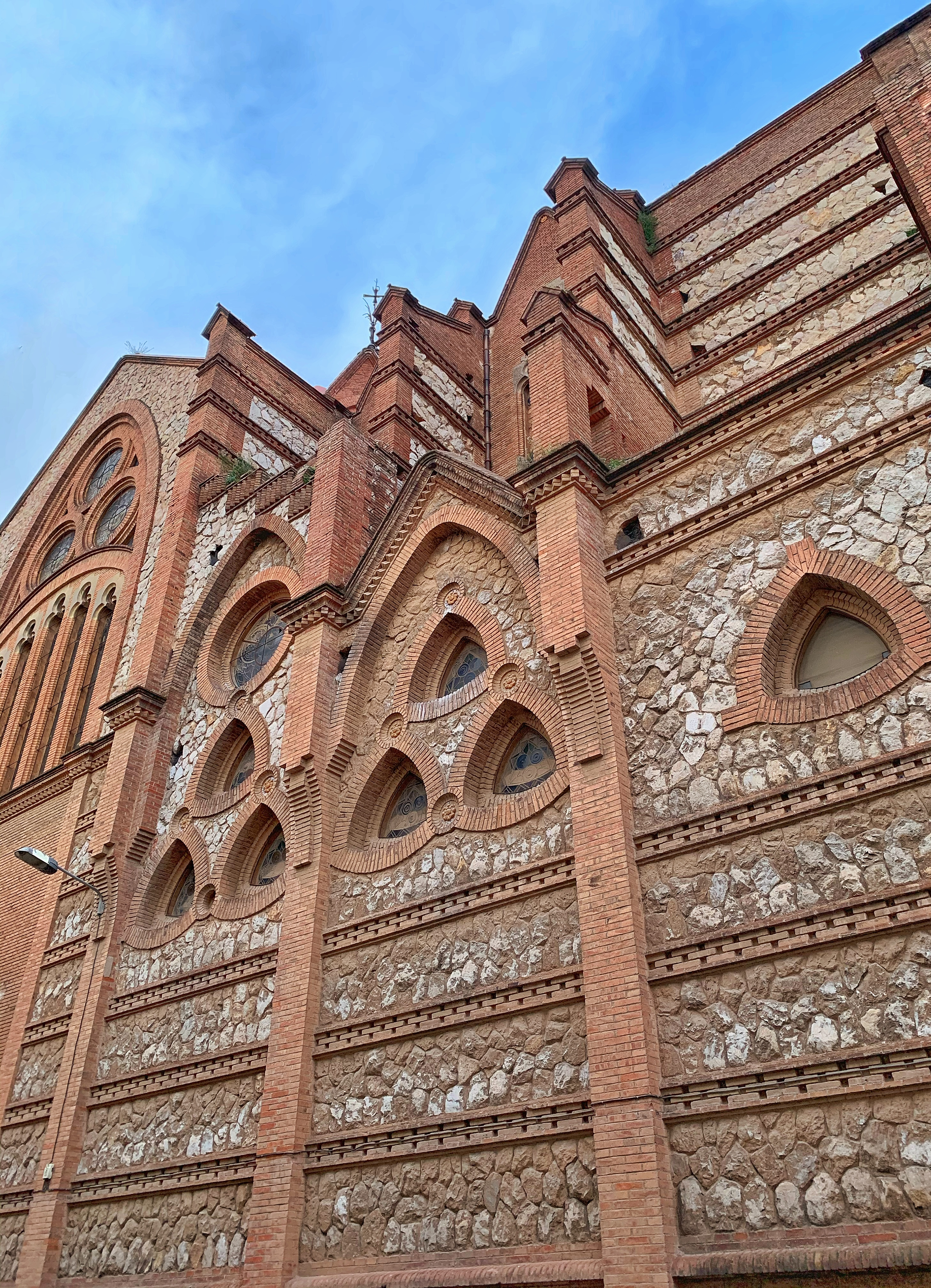
Vista exterior de la façana septentrional

Quan l'escola Pia es va traslladar de la plaça Sant Roc a l'actual emplaçament, no s'haurien imaginat que acabarien erigint una església tan monumental com la que finalment van fer. En un origen hi havia una capella a la planta baixa on els alumnes anaven diàriament, però amb el temps van veure's obligats a construir-hi una església més gran per a acollir-hi tots els alumnes. Per això van demanar a un arquitecte local, amb l'ajuda de Miquel Pascual i Tintorer, de concebre una església al terreny sobrant a la dreta de l'escola. Van proposar una església neogòtica molt senzilla, però el primer plans es va desestimar. Finalment, van cridar a Bernardí Martorell i Puig, deixeble d'Antoni Gaudí, el qual va fer un disseny deliciós i sumptuós, que va esdevenir una de les cinc esglésies modernistes millor conservades que hi ha. La primera pedra fou col·locada el 25 de maig de 1924. El primer de maig del 1932 l'església inacabada va ésser beneïda, mancaven la façana principal i el campanar, que havia de tenir 40 m. L'arquitecte local Vila Juanico i Simó Piera havia ajudat en les obres. Juanico hi va rebre Le Corbusier quan aquest vavisitar a Sabadell. La pedra va anar a càrrec de Nicolau Molina i les bastides a J. Español.
També cal destacar la presència dels Pueri Cantores, una coral d’escolania creada per l'arquebisbe de París Ferdinand Miallet, i portat a Catalunya i a tot l'Estat per Josep Vidal i Bachs. Igualment fundador l'Escolania de Sant Agustí, la Cobla Jovenívola i mestre de l'escola.
Per acabar, cal destacar:
- Tot el material de forja és de la casa sabadellenca Fèlix Just.
- La fusteria és de la casa Feliu Serrats
- La serralleria és de la casa Vicens Pacreu, de Sabadell
- Els vitralls són de la casa Granell & Cid, de Barcelona

## L'església i la Guerra Civil
Durant la Guerra Civil l'església es va salvar de la fúria dels anarquistes perquè aquesta passà a formar part de la Caixa d'Estalvis de Sabadell. Així doncs, l'església es destinà a ser un centre cultural i es van retirar alguns elements religiosos més vistosos, com l'altar major i l'antic baldaquí, que foren desmuntats i conservats en un magatzem municipal fins a la fi de la guerra quan van retornar a l'emplaçament original. El baldaquí al cap de pocs mesos va ser substituït per un de forma circular senzill de fusta. L'església també va servir d'hospital de campanya durant la Guerra Civil Espanyola. Un fet destacable que afectà tant l'església com l'escola fou l'eliminació volitiva de tot element amb connotacions religioses, des dels objectes més voluminosos i evidents com quadres, escultures i altars, fins als objectes més insignificants de tots, com ho serien els crucifixos, el material d'orfebreria, teles amb motius religiosos, etcètera. Algunes de les obres que van ser emmagatzemades per a protegir i conservar-les no van tornar, o bé van ser canviades en pro de l'estètica del temple o a causa del mal estat.
La Guerra Civil va comportar pobresa, misèria, mort, i sobretot destrucció. Els vitralls de l'església van ser parcialment destrossades. Durant molt de temps, les obertures als murs van ser tapades amb maons, el que va enfosquir molt la nau; més endavant, però, s'hi van posar nous vitralls. El que actualment desconeixem es quin era l'aspecte dels vitralls originals, no en tenim cap prova ferma. També hi havia sis creus celtes tallades en pedra que es van poar sobre els gablets entre arcbotant i arcbotant de la façana nord (Carrer de Coromines). Suposem que, aquestes talles o bé les van retirar per motius de seguretat, o durant la Guerra Civil van rebre algun desperfecte i van caure. Basem aquesta hipòtesis en el fet demostrable que, en les fotografies corresponents a la construcció i inauguració del temple aquestes hi figuren, però a les fotografies de passada la Guerra Civil ja no ens en queda rastre.

## Llegendes
Hi hauria un passadís secret que unia l'escola Pia amb les Carmelites del qual actualment se'n desconeixen els punts d'entrada. Però vox populi assegura que l'entrada a aquest passadís és a l'església de Sant Agustí, o al subsòl de la mateixa escola. Actualment, però, aquesta llegenda s'ha desmentit, ja que en el subsòl de Sabadell no consta d’un passatge subterrani entre aquestes dues escoles.

## L'església original

Dibuix Escola Pia Sabadell Acabada

L'església actualment segueix els plans de Bernadí Martorell i Puig, però amb evidents diferències. Una és l'exterior, concretament la façana principal, la qual hauria de comptar amb una arcada parabòlica que fes de porxo a l'entrada principal, com a l'església de Sant Serni de Meranges. Sobre aquest porxo hauria d'haver-hi un trifori i una arqueria cega amb traceria d'estil gòtic. A sobre d'aquests elements hi hauria un gablet equilàter força gros amb una petita rosassa al vèrtex, juntament amb un campanar de 40 metres al costat, campanar del qual avui només en queda la base, on hi ha l'antiga campana de l'escola. D'altra banda hauria tingut una coberta a dues aigües amb vuit llanternes per on entraria llum, però per falta de diners no es va fer.

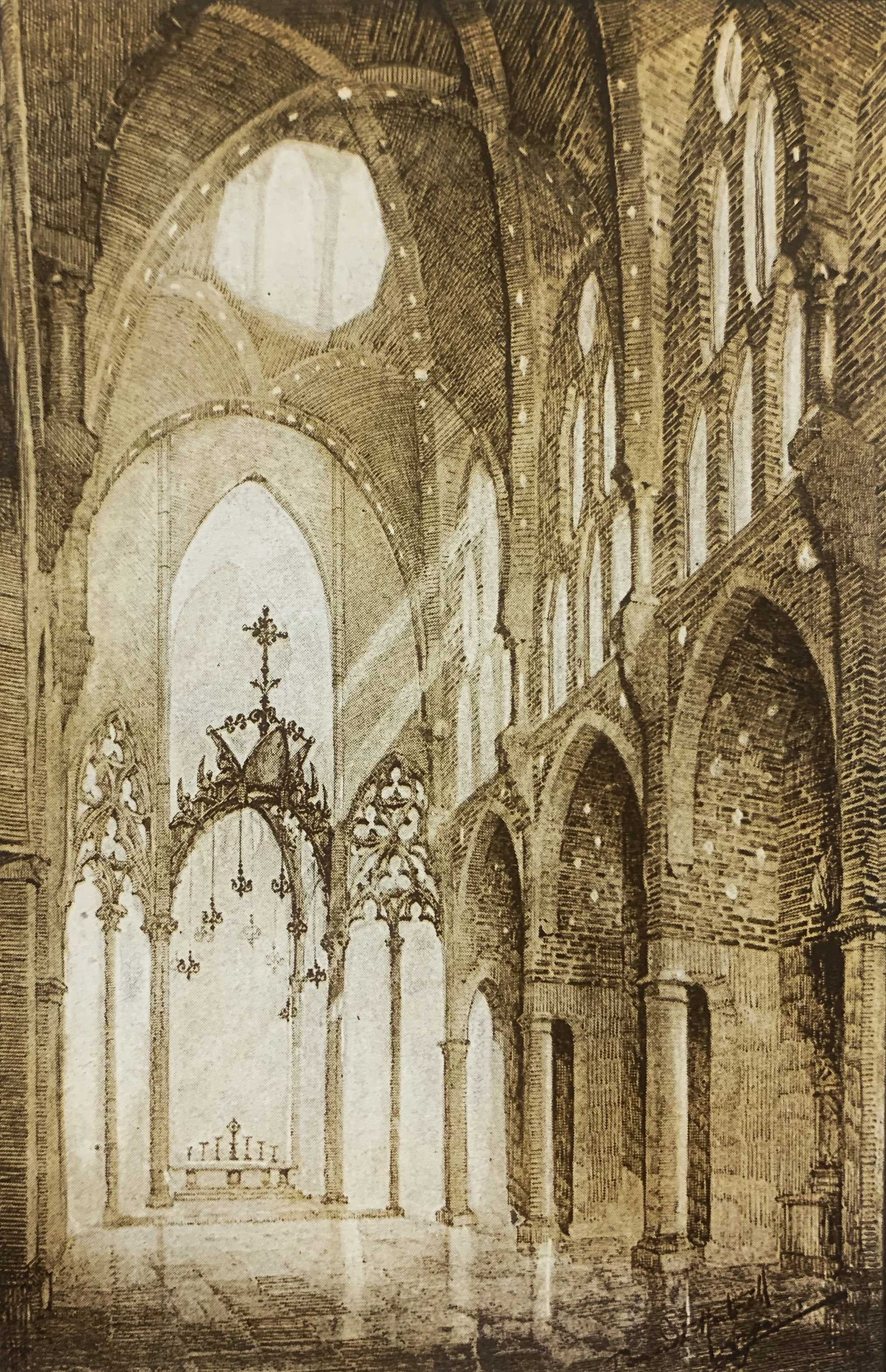
Projecte final de l'interior de l'església de Sant Agustí de Sabadell. Autor desconegut.

També es preveia retaules en cada una de les capelles, però van fer-hi mosaics i pintures al fresc amb altars de marbre o alabastre. Es preveia una entrada al carrer Garcilaso, però no es va habilitar aquesta entrada quan va esdevenir un carrer freqüentat per vehicles a motor, i a més, la vorera no és prou ample per a habilitar-hi una porta. D'aquest projecte tan sols queda el marc interior de la porta i les dues batents de fusta. El sostre hauria d'estar pintat, com en el Monestir de Santa María de Valldonzella, amb el sostre blau i petites estrelles grogues. Per acabar hauríem de destacar el majestuós baldaquí de ferro, el qual mai no es va forjar, —o al menys, mai es va emplaçar a l'església. L'altar principal era previst en un podi al qual s'hi accediria per una gran escalinata de deu graons, el qual hauria quedat protegit posteriorment i lateralment per uns canelobres de ferro que sostenen tapisseries que li donarien un fons, i a sobre, un lampadari de ferro de forma quadri-lobada que sostindria vint-i-quatre llànties, i del qual penjaria un velàrium de domàs, rematat amb els tres cercles entrellaçats, emblema de la Trinitat i el monograma de Crist al seu centre.
En definitiva, l'església de Sant Agustí era un ambiciós projecte que hauria trencat molts dels esquemes aleshores vigents, i va esdevenir una icona dins de les construccions modernistes i religioses de Catalunya, però malauradament, amb l'arribada de la Guerra Civil, la mort de l'arquitecte el 1937, un conjunt de problemes polítics a nivell estatal, possibles problemes econòmics, etcètera, l'església va romandre un somni inacabat.

## Descripció formal

Interior de l'església cap a 1935, poc després de la consagració de 1932

L'església està formada per façanes modernistes fetes amb aparell mixt d'obra vista i maçoneria. Utilitza un sistema constructiu arquitravat i voltat. La façana principal de l'església, és formada per tres cossos, amb la portalada amb arquivolta, un trenca-llum i un rosetó pràcticament a l'altura del claristori. Tota la façana està constituïda per obra vista de maó, és molt sòbria, molt poc llampant, etc…
La façana havia de comptar amb un campanar de 40 metres d'estil neogòtic (per l'ús de gàrgoles, arcs apuntats, frontons agusats i pinacles amb forma de flor de lis) i modernista (per l'ús de maçoneria, obra vista, ferro forjat i ceràmica vidriada), una portalada amb forma de parabòlica que cobria l'entrada i a sobre una galeria calada coronada per un frontó realçat amb relleus bíblics, amb un tret distintiu; un pinacle a l'extrem esquerre d'aquest frontó. Aquesta descripció és la del primer cos de la façana, després aquesta compatiria amb un altre frontó sobre aquest amb una arqueria cega la qual les seves dotze columnes descansarien sobre un fals frontó escalat.
A l'interior té tres naus, una central i dues laterals d'estructura gòtica, té planta de creu grega allargada pel cap i els peus. La nau central és de gran alçada i notablement més elevada, separada de les laterals per arcs parabòlics de maó vist. La mescla de materials i el joc amb el ple i buit li donen gran esveltesa. Des de l'exterior es pot observar clarament el transsepte més elevat respecte les naus laterals. Les columnes que separen la nau principal de les laterals són de fusts troncocònics estriats amb capitells dòrics senzills. Entre columna i columna hi han arcs de forma catenària que al mateix temps, entre catenària i catenària trobem que sobresurten unes mènsules de totxo que suporten petites columnes d'ordre corinti on es recolzen els arcs d'aresta entrecreuats. Just abans d'arribar a l'altar als laterals, sobre cada arc hi ha un foli compost de tres triangles de Reuleaux. Cada capella fa deu metres d'alçada i està coronat per tres triangles de Reuleaux a mòde de vitrall.

### El cimbori

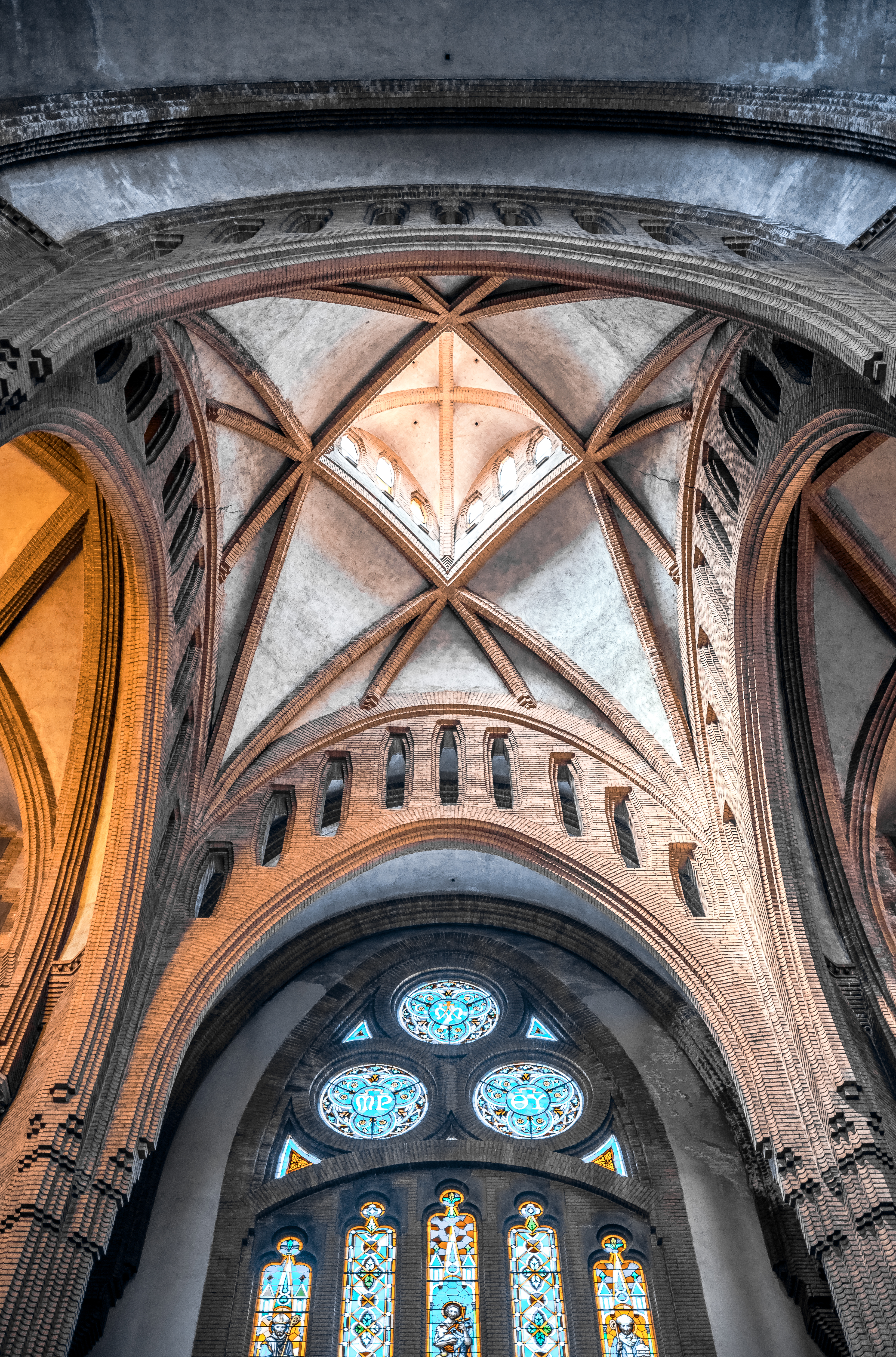
Cimbori

De tret característic és el singular cimbori. Un cimbori d'obra vist de 30 metres d'alçada. És de base quadrada damunt el creuer. A més a més, és a l'estil del del Monestir de Santa Maria de Valldonzella. És un cimbori amb arcs parabòlics que suporten un mur perforat per nou traus en forma de fust allargat, el qual dona polta llum natural a l'interior, juntament amb les vidrieres del transsepte. El mateix autor, Bernardí Martorell i Puig va fer una deliciosa i completa descripció del seu cimbori en un diari local de 1932:
| « | La terra va aixecant les seves línies en contínua ascensió, fins a assolir la pura llum celestial, com per rebre el Fill de Déu i possessionar-lo del seu soli a l'altar. Noti's que aquesta llum i els superiors raigs de les aranyes de la nau central són les úniques que són perfectament clares per donar la sensació de llum del cel i com a tal, perfecta, sense necessitat de les gales terrenals de la decoració. Aquesta contrallum en què s'embolcalla el temple per donar-li el caràcter del misteri religiós obliga a aclucar els ulls del cos per obrir els més penetrants de l'esperit. | » |

### La columnata i els nervis

Nau central de l'església

Dinou columnes sustenten la pesant volta que cobreix la nau. Les columnes, d'ordre indefinit, encara que tenen certa afinitat amb l'ordre dòric, tenen base i un fust acanalat per 14 canals. Aquestes estan tallades en pedra i formades per parts. El fust està compost per sis tambors superposats, i amb objecte que aquest no sigui de textura llisa, amb l'ajut d'un cisell se l'ha marcat de dalt a baix, que li confereixen una textura agradable i rugosa amb correspondència amb el maó. Els capitells sustenten els contraforts interiors, que d'aquests sorgeixen mènsules de totxo en degradació en les que descansen petites columnes corínties de petites dimensions. Per a donar una aparença estètica agradable a tot aquell qui col·loqui la vista sobre aquestes columnes situades entre una vidriera i l'altre, la base de les columnes corínties reposen sobre una estructura piramidal de sis cares truncada en el seu centre, creant un ritme visual enèrgic però equilibrat, fent que de tot allò que creix, pot decréixer. Per acabar, seguint aquest joc estructural de seqüència, les columnes coríntes, al mateix temps aguanten el que és la base de les nervadures entrecureuades que cobreixen el sostre. Aquestes neixen en un punt concret i moren dos columnes més enllà de la part contrària. Al creuar-se aquests nervis d'obra vista, es creen petits quadrats al centre de la volta, lloc on s'haurien col·locat les llanternes. Al creuer hi trobem quatre columnes disposades en forma de quadrat, les quals són lleugerament més amples i més esveltes que la resta de columnes de l'església. D'aquestes cuatre columnes neixen un conjunt de nervis que formen el cimbori.

## Pintures i arts decoratives
La decoració del temple presenta una variada gamma de pintures, mosaics, escultures i vitralls de temàtica religiosa i profana (geomètrica i vegetal). Tots els elements decoratius tenen un tret característic que els fa únics en llur categoría, bé sigui pel tema a tractar o per la manera en que aquests s'han confeccionat (iconografía, materials, disposició, etcètera). La següent descripció de les obres serà en sentit horari, començant per la zona septentrional, és a dir, la capçalera (Fractio Panis); tot baixant per les capelles orientals; així com per els vitralls de la façana meridional, i acabant amb les capelles occidentals i l'altar major.

### La capçalera: laFractio panisde Camil Fàbregas

Fresc de la fractio panis de Camil Fábregas (1941)

La decoració del temple presenta una ampla gamma de pintures, mosaics, escultures i vitralls de temàtica religiosa i profana (geomètrica i vegetal). Dins de la primer categoria podríem destacar una pintura al fresc de Camil Fàbregas situada a la capella del Santíssim, rere l'altar major, que representa la escena de la fractio panis, moment en què Crist ressuscitat s'apareix a dos fidels seus camí cap a Emmaús mentre aquests fugen de Jerusalem, datada el 1941.
El relat bíblic (Lc, 24:13-35) narra que Jesús s'hi apropa mentre aquests caminen, tot seguit mantenen una conversació sobre la crucifixió de Crist. Al mai haver vist Crist en persona, no sabíen qui era realment la persona que teníen davant seu. Els dos seguidors el convidaren a sopar. Ells, que no saben qui era la persona que havien convidat, es quedaren extremadament sorpresos quan Jesús agafà el pa que hi havia sobre la taula, el beneí, i el partí en dos sense ganivet. En aquell precís instant els dos homes varen reconèixer qui era. Just després trencar el pa, va desaparèixer sobtadament davant seu. Aquest tema iconogràfic, des de temps immemorials, ha comportat una sèrie de irregularitats o interrogants des d'un punt de vista racionalista: objeccions que demanen una aclariment teològica i racional. El primer de tots és el per què es revela Crist a dues persones completament alienes al col·legi apostòlic, i la segona és el com sabien aquest dos individus que es tractava de la figura de Crist si ells no van assistir a la Última Cena, primera vegada en que Crist trenca el pa en dues, al qual només només haurien assistit els dotze apòstols. Una resposta donada per la majoria d'exegetes bíblics per a tal de donar una explicació plausible a aquesta escena sería que Crist, al seure a la taula davant dos individus, no es tracta d'un fantasma o un espectre, sinó un ressuscitat de carn i os.
Segons San Jeroni, en el seu Comentari al Nou Testament diu que, el fet que Jesús es mostri sense atributs passionals o escenes de guerra, apocalipsi o venjança, no vol simbolitzar que hagi perdut tota la seva força i potència, sinó que mostra una escena hospitalària en la que la pau, la germanor i la sororitat regnen, sent així atributs positius que mostren la faceta dolça i tendra de Crist.
La figura de Crist és la única de les tres que és dempeus i s'alça i domina l'espai compositiu amb la túnica blanca juntament amb l'aureola cruciforme. Al registre inferior hi ha els dos homes que l'acompanyen, un a cada banda de Crist, formant així una composició triangular. Tornem a trobar una menor composició triangular en traçar una línia imaginària entre el cap de Crist i els seus colzes. Paral·lelament, si tornem a traçar imaginàriament una trama que vagi del cap de Crist fins al cap dels homes i que conflueixi als peus d'aquests, apareix un rombe. La disposició general del fresc és molt uniforme i clara, quasi especular a no ser per uns petits detalls com la posició del cos de l'home de la dreta o de l'atuell o la piràmide. Els rostres dels homes reflecteixen clarament la sensació de sorpresa al veure que era Crist qui tenien davant; en canvi, l'expressió de Crist és de suprema calma, una calma que comparteix a qualsevol que observi la pintura.

### Descripció de les capelles

#### No.1: Capella de Sant Josep de Calassanç
En línies generals, es tracta d'una capella amb altar independent adossada al mur oriental, situada a la zona més propera a l'altar. La capella s'inscriu en un arc parabòlic amb arquivolta plana d'obra vista. La temàtica que tracta és la vida de sant Josep de Calassanç, fundador i mestre de l'Escola Pia. La capella té unes pintures dividides en dos registres, un dret i un altre d'esquerra. De la base d'ambdós registres neix una mènsula en la qual reposa una escultura exempta policroma del mateix sant. Els brancals de l'arc estan decorats per motius arabescs blancs sobre un fons gris; i en l'arquivolta i el peu dels brancals trobem cintes entrecreuades en el mateix estil.
La pintura mural representa en la part superior una visió gloriosa d'un parell d'àngels joves amb rostre femení, cames flexionades, túnica llarga i actitud solemne que baixen amb gentilesa d'entre els núvols el símbol de l'Orde de les Escoles Pies format per les lletres: MA, MP, OY. Les lletres MA signifiquen la primer i última lletra del nom Maria en grec; MP volen dir la primera i última lletra de la paraula mare en grec; i per acabar, OY simbolitzen la primer i última lletra de "Déu" en grec. Aquest símbol desprèn un raig de llum que va directe sobre l'escultura del sant situada just a sota, conferint-li especial importància sobre el conjunt. A banda i banda de la figura del sant hi ha representada una tríada de persones separades per sexes: a la dreta un parell de nenes completament alienades al que succeeix, amb la mirada perduda, de genolls mentre sosté un rosari, i rere seu s'hi representa la mestra. A la dreta, en canvi, trobem al sector masculí format pel sacerdot i un parell de nens amb la mateixa actitud que les noies, però en aquest cas, els nois i el sacerdot tenen la mirada fixada en el sant: una mirada tímida i complaent a causa d'observar tal visió/imatge. El sacerdot és de constitució grossa, vesteix un hàbit marró i du una capa negra; els nens, en canvi, porten la típica bata dels escolapis.
La composició general és correcta i segueix el mateix principi que en el Fractio Panis: la representació especular del conjunt pictòric; també podem observar que, les figures dels àngels són lleugerament més grans que la resta de les figures, reforçant així la seva categoria i naturalesa divina. Cal destacar pets detalls que fan més lleugera i amena l'anàlisi de l'obra: la relació entre mestres i alumnes es pràcticament nul·la, de no ser per un dissimulat gest del sacerdot de col·locar la mà al costat dels nois en senyal de caliu o el posar la mà dreta de la mestra rere l'esquena d'una de les noies. La figura del noi i de la noia del primer pla estan en actitud de pregar, mentre que els seus respectius estan agafats amb delicadesa a ells mentre observen en un suspens espiritual la santa visió. Per acabar, ens veiem obligats a comentar la relació entre l'espai i el temps que existeix en aquest fresc. En aquesta escena es plasma el moment exacte en que el sant s'apareix o descendeix del cel amb la companyia d'un parell d'àngels portadors de l'escut de l'Escola Pia mentre que, alumnes de les antigues branques escolars (nens i nenes) contemplen aquesta revelació/aparició amb goig absolut.
En tot allò referent a l'escultura trobem una talla i un parell de baixos relleus policromats d'alabastre de temàtica hagiogràfica. Comencem per l'escultura exempta d'uns 150 cm aproximadament de Sant Josep de Calassanç situada sobre una mènsula d'estil renaixentista decorada amb escames de peix i rematada amb un cimaci llis sobre la que descansa una base quadrada que, al mateix temps descansa l'anterior talla.

#### No. 2: Capella de la Mare de Déu dels Escolapis
Per acabar, a mà dreta, a prop de la porta, hi ha la pintura de sant Ferran, rei de Castella, en memòria del rei Ferran VII, que va fer construir la primera església de l'Escola Pia de Sabadell (Els Padres o l'Església de l'Immaculat Cor de Maria). Aquesta pintura a l'oli presenta un caràcter essencialment barroc tot i ser d'època neoclàssica. L'actual estat d'aquesta és deplorable i sería menester sotmetre-la a una restauració integral: al registre inferior del llenç hi ha un forat, la tela s'ha endurit 

## Els vitralls
De tot el conjunt vitraller podem destacar les vidrieres situades al transsepte o a la façana nord. Són vitralls emplomats de tècnica tradicional (vidres de colors i detalls pictòrics de grisalla cuita al forn). Les tres vidrieres estan formades per cinc llancetes i una traceria senzilla amb tres òculs i sis plafons triangulars. La temàtica dels dels vitralls és religiosa, floral i geomètrica.
| Vidiriera | Descripció |
| --------- | --- |
| Esquerra  | Sant Josep de Calassanç, representat a amb un bàcul de dos travessers, un nen (simbol de la seva dedicació en el món de l'ensenyament) i un llibre amb el monograma de la Verge Maria MP-OY (símbol de l'ensenyament des de l'orde escolàpia). |
| Central   | La Verge Maria. En aquest cas es tracta d'una Verge senzilla amb el seu nadó en el braç dret (dexiocratousa). Ella i el petit Jesús no tenen cap contacte amorós i afectiu, es tracten d'unes figures rígides i poc naturalistes. Concretament és la representació de la "Verge Mare". Sobre seu podem veure la corona reial d'estrelles, als seus peus podem veure el seu monograma, i encara més a sota podem veure representat un lliri (símbol de la puresa i de la innocència, també símbol de la confiança en la providència i de la pau). |
| Dreta     | Per acabar podem veure a Sant Pompili, Sant a qui està dedicat l'altar major. |

## Estat actual
Actualment l'església és emprada com a sala d'actes, poliesportiu i indret litúrgic. Actualment té un estat de conservació mitjanament bo, malgrat la caiguda de l'arrebossat de les parets interiors a causa de les humitats generades al sostre i, el mal estat d'alguns vitralls, que a mesura que l'escola ho pot pagar, els van restaurant. Amb objecte de fer més elegant i agradable a la vista l'exterior, es podrien netejar els blocs de pedra que conformen el parament juntament amb els vitralls, que amb el pas del temps aquests s'han enfosquit, adquirint la mateixa tonalitat que els maons, donant un aspecte i la sensació d'abandonament o poca cura d'aquest. El joc de contrasts cromàtics i materials en l'exterior del temple era una de les seves senyals d'identitat.
Des de fa uns anys, una contundent esquerda a la façana principal ha posat en alerta al personal de l'escola. Aquesta esquerda s'origina al nivell del terra i s'alça fins a la petita rosassa. A dia d'avui, les persones encarregades del manteniment de l'església han realitzat obres de conservació i manteniment d'aquesta, perquè l'esquerda no l'amenaci en eixamplar-se ni en col·lapsar. Tot i que no es té en ment el dur a terme un projecte de manteniment, sempre que sigui necessari tant l'escola com l'Ajuntament es veuen amb cor de intervenir. De moment no es té pensat acabar la façana ni el campanar per qüestions de seguretat. A dia d'avui, a causa de la pandèmia de Covid-19, l'església està destinada a servir com a espai multifuncional, des de espai religiós, passant per punt de recollida dels infants o espai teatral, tot això per a agilitzar la logística del centre.

## Galería fotogràfica

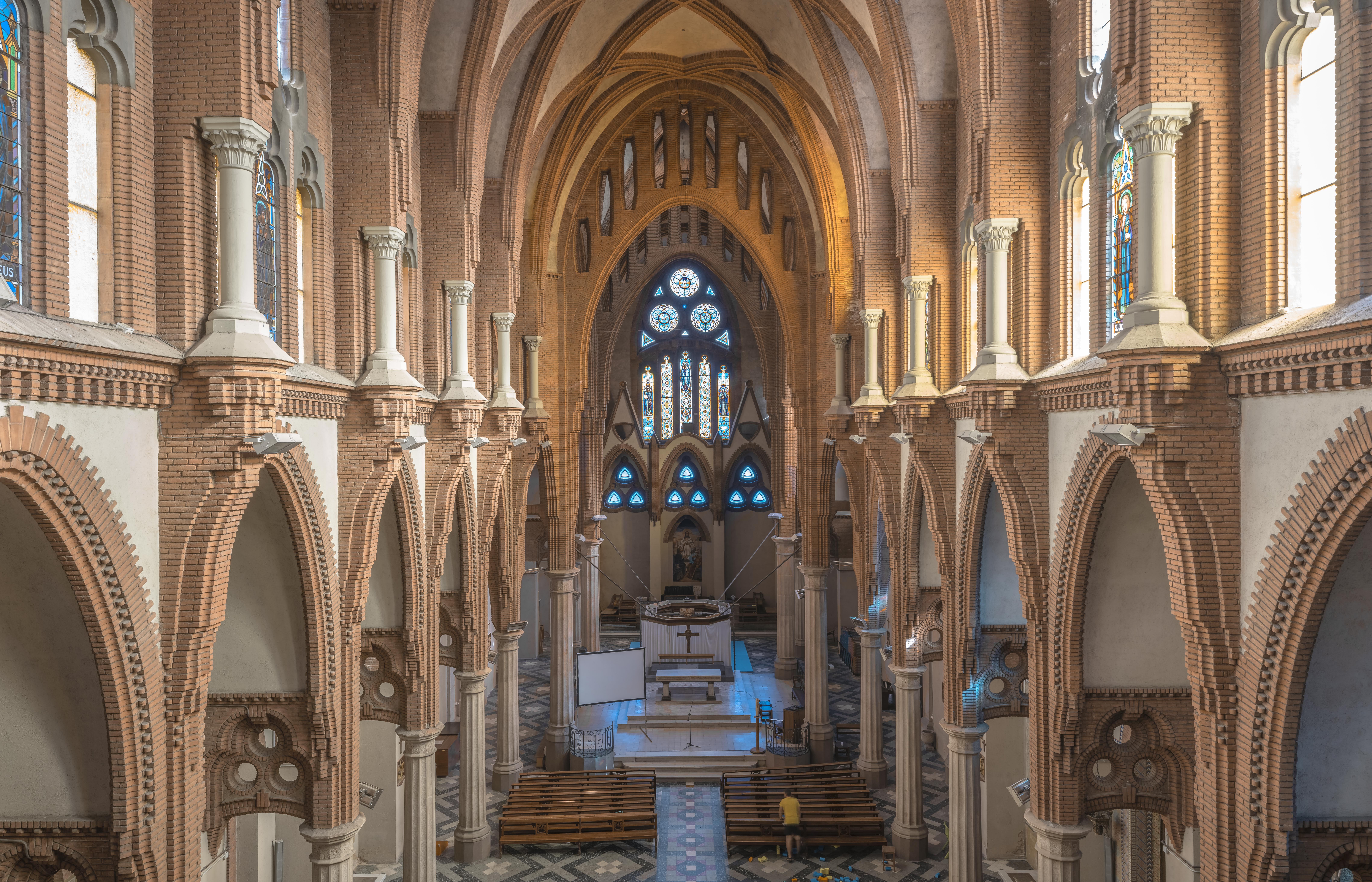
Vista general
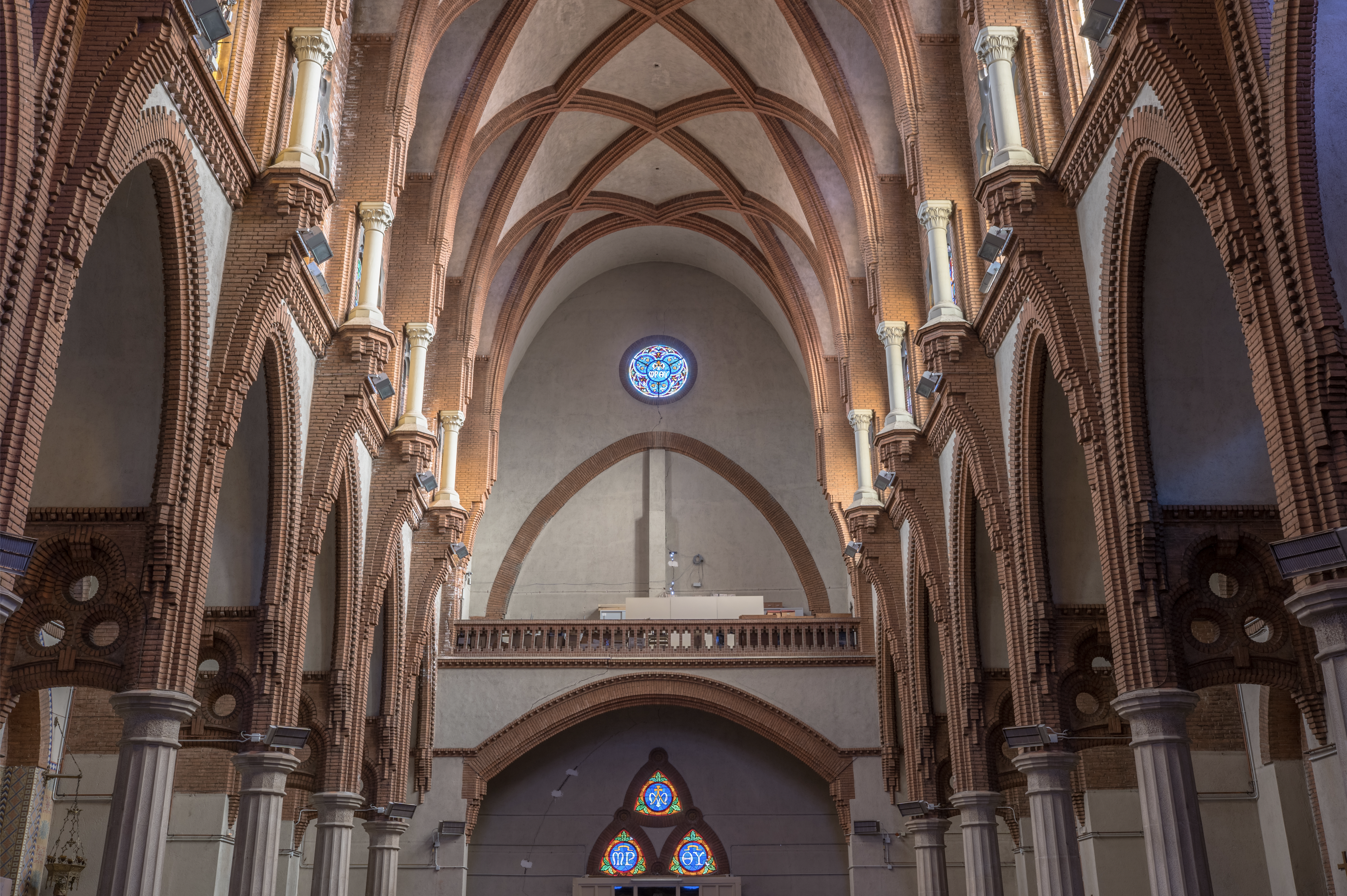
Vista des de l'altar
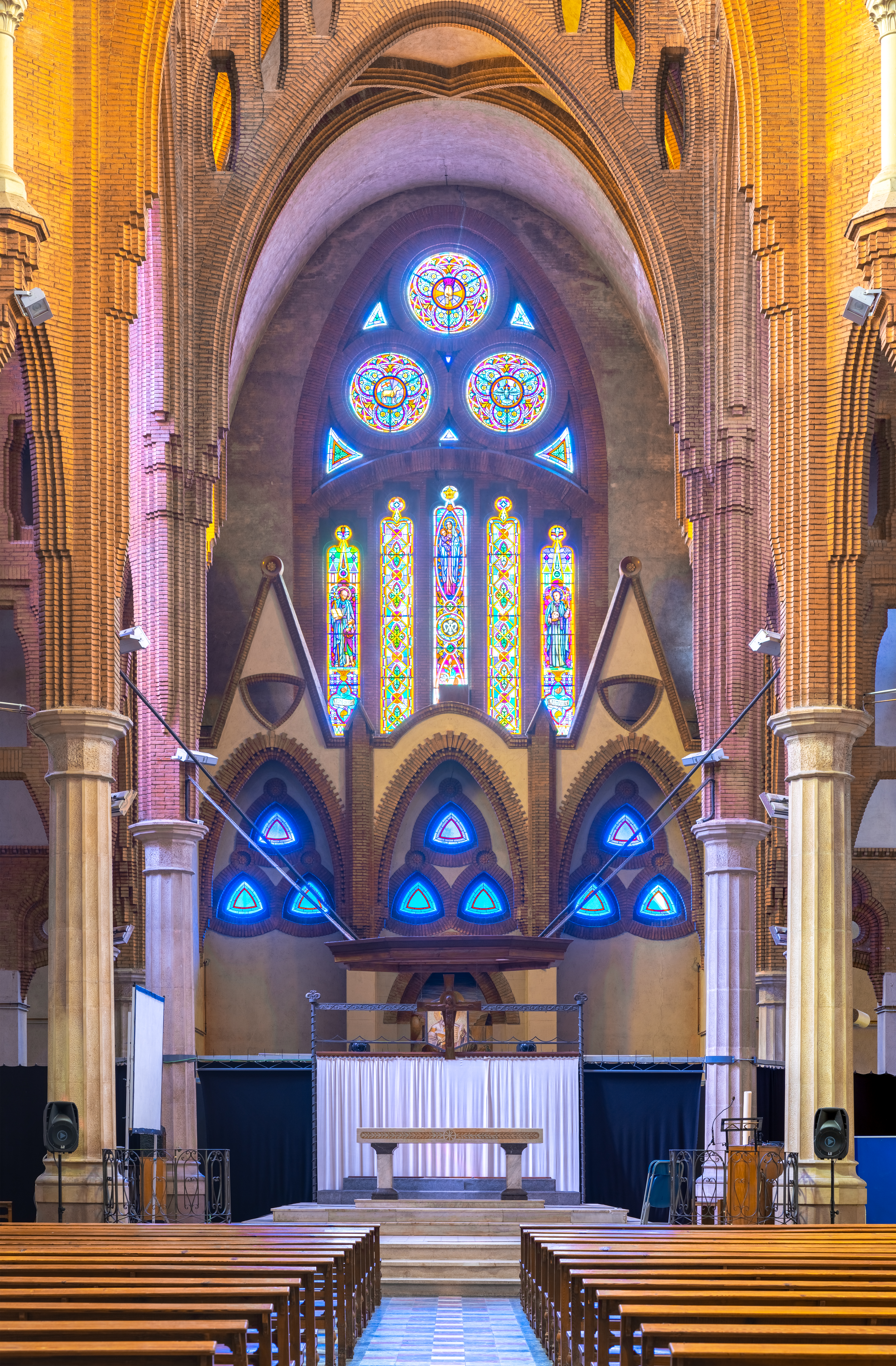
Nau central
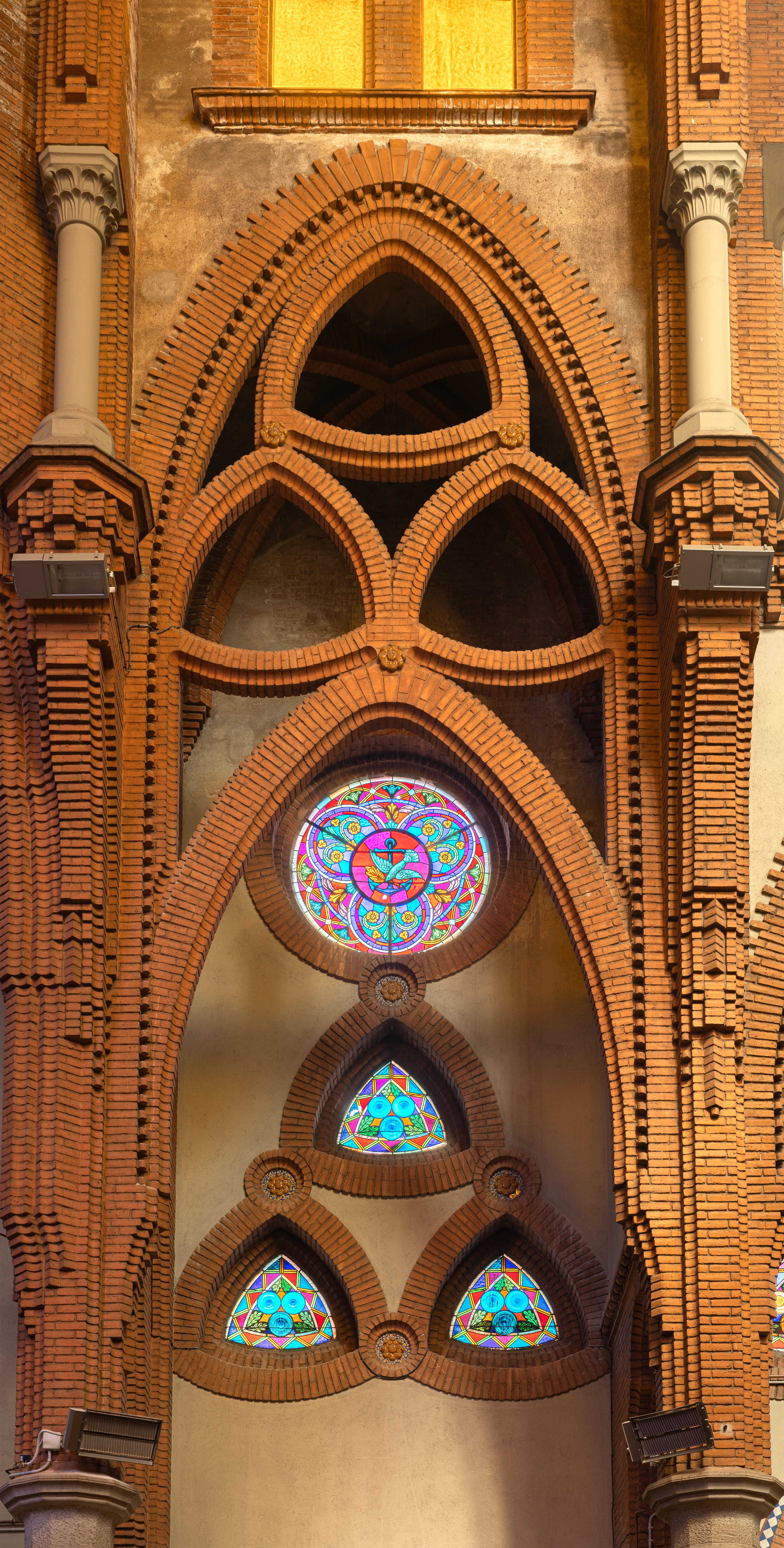
Mur est
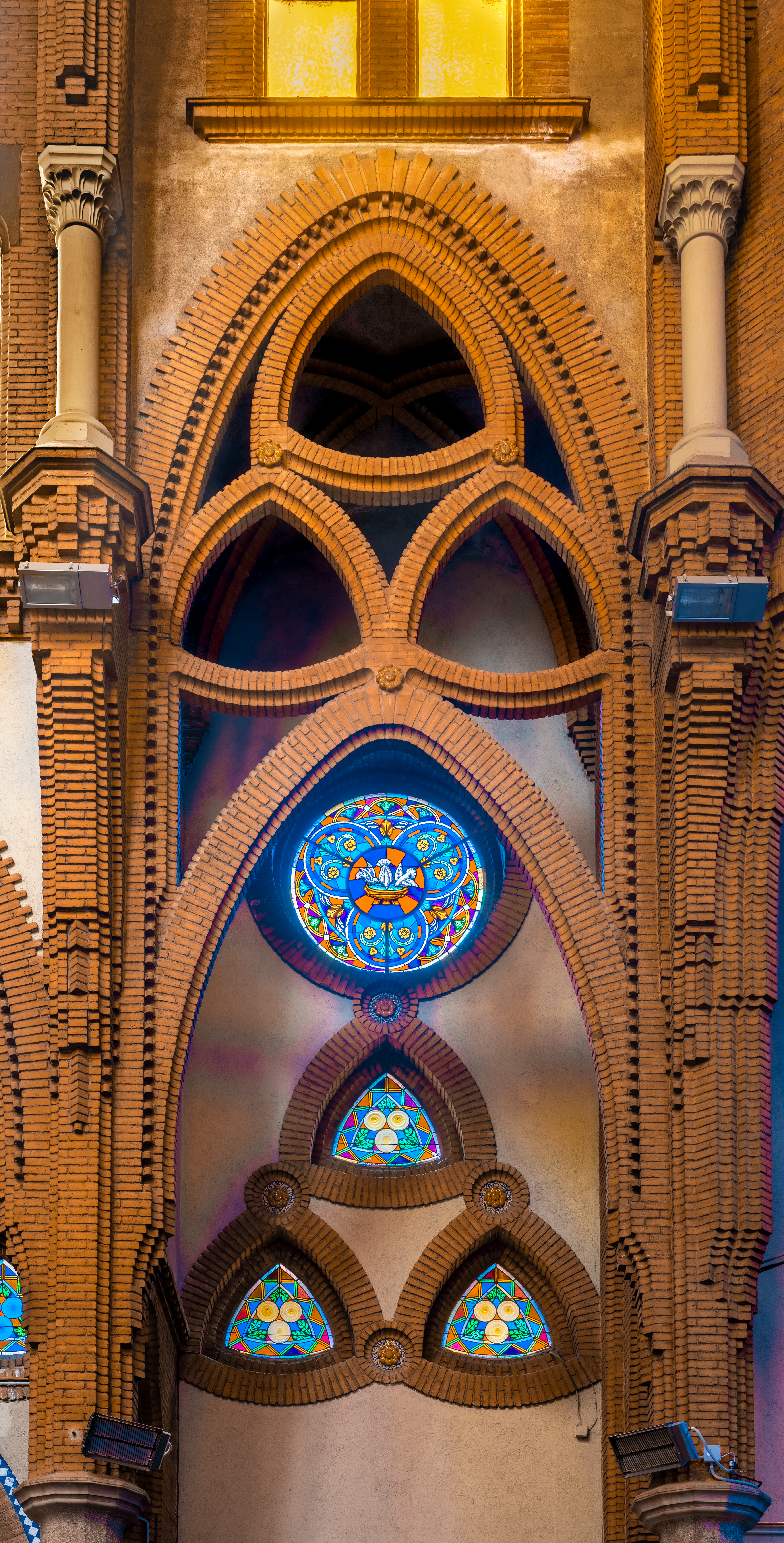
Mur oest
Efigie Sant Agustí
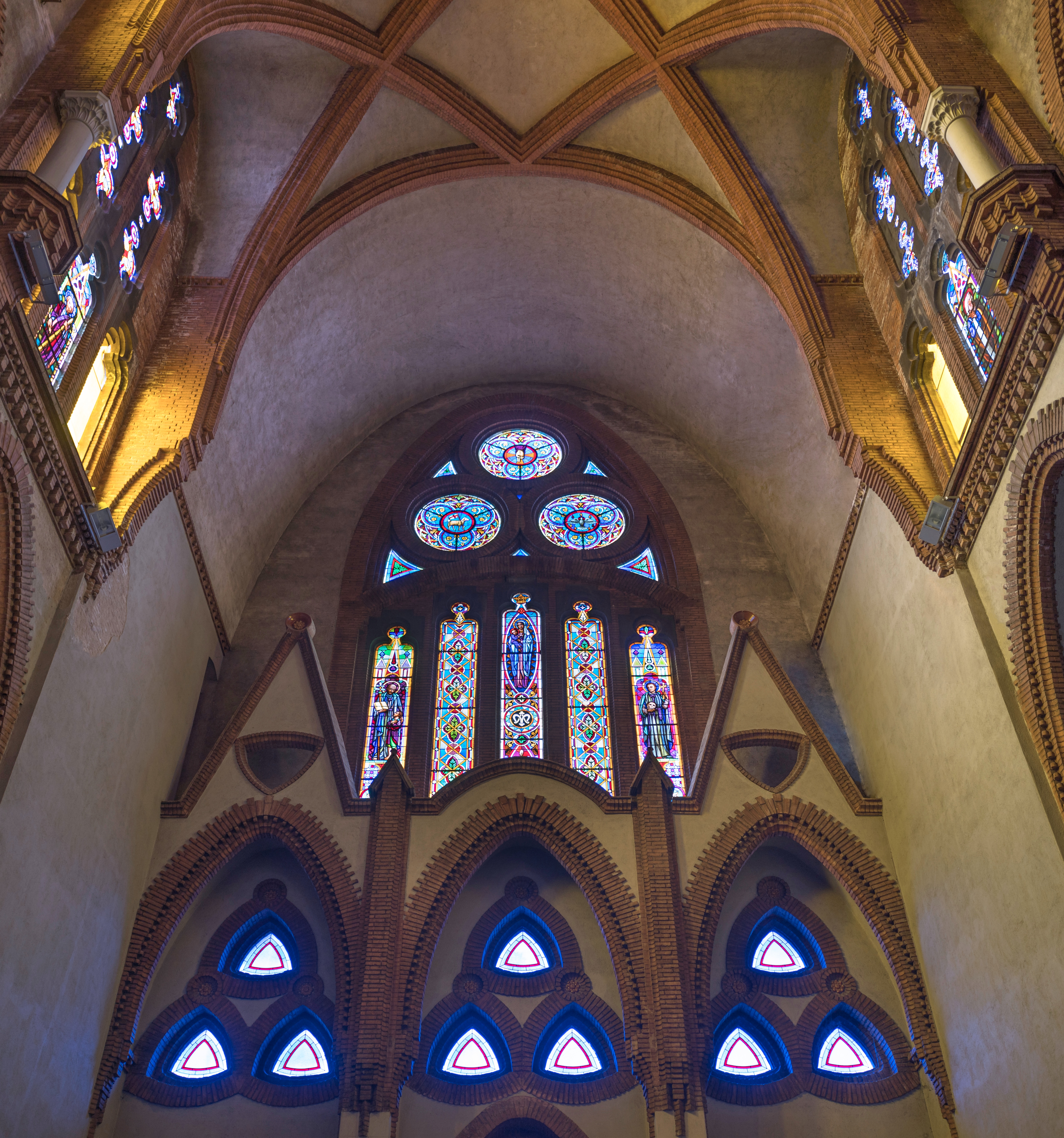
Vidriera Nord (absis)
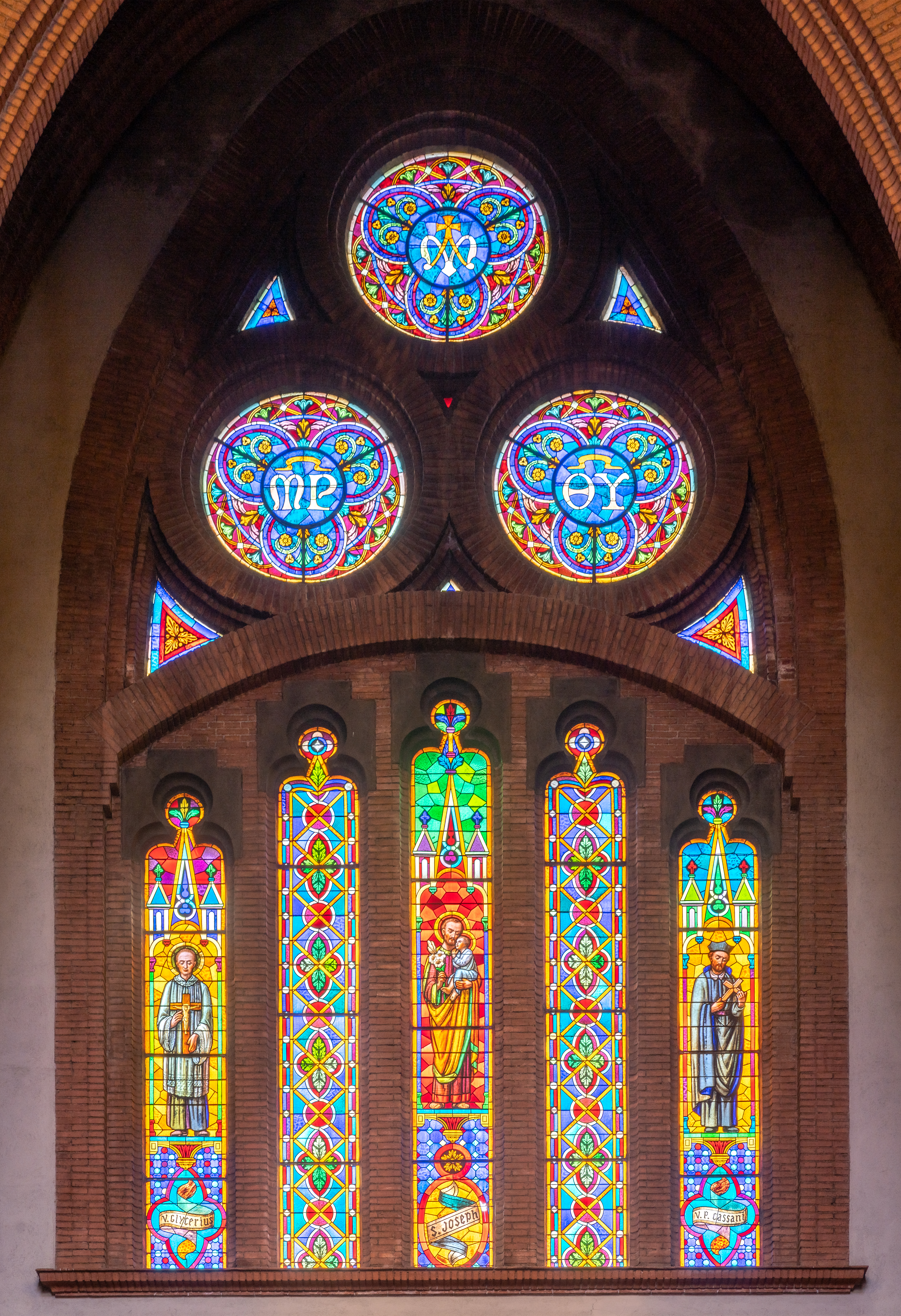
Vidriera est
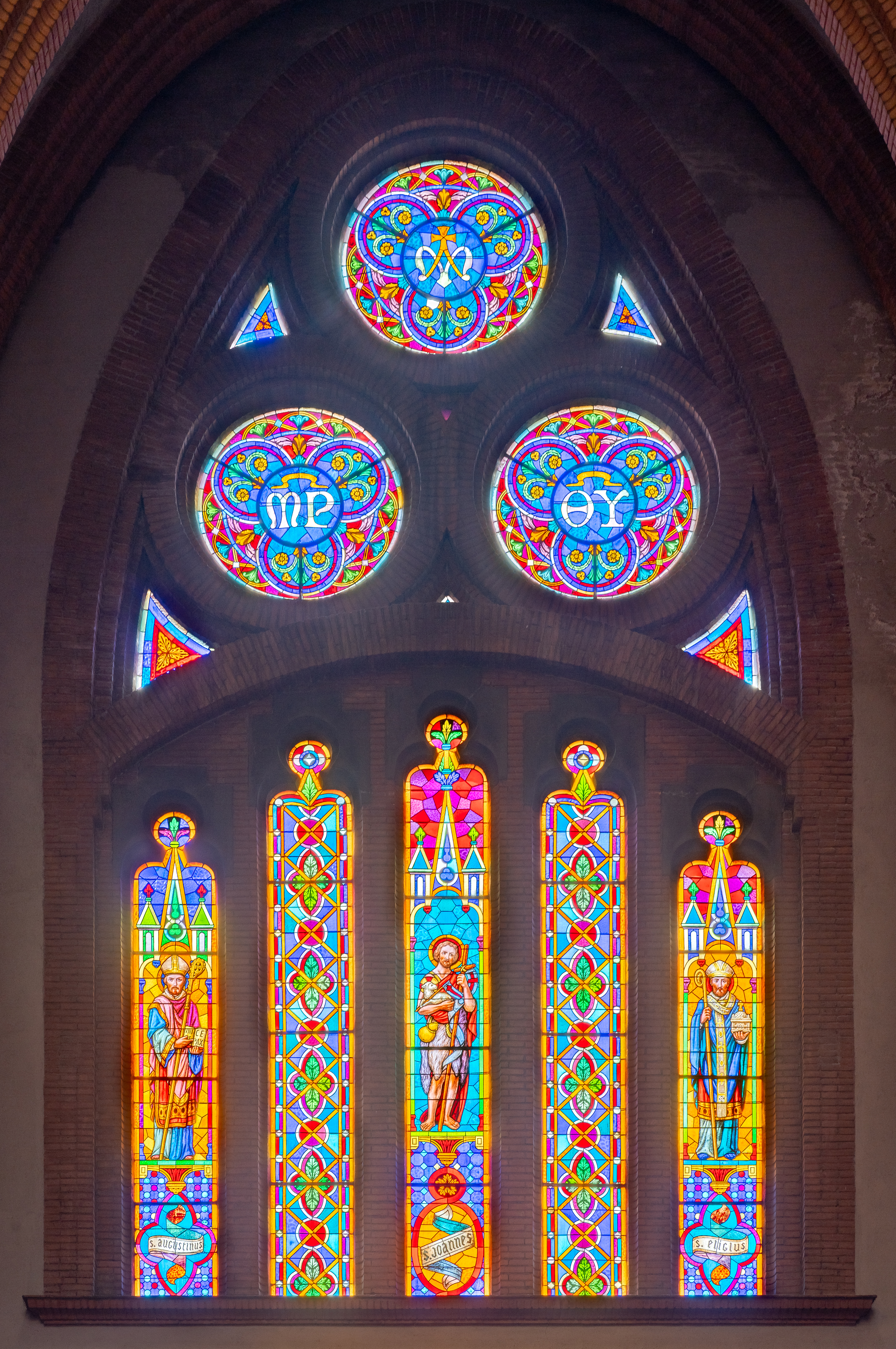
Vidriera oest